# Frankfurt-Hanauer Eisenbahn-Gesellschaft
Die Frankfurt-Hanauer Eisenbahn-Gesellschaft (kurz FHE) ist eine ehemalige private Eisenbahngesellschaft, die 1844 zwecks Bau der Stammstrecke Frankfurt–Hanau gegründet wurde.
Neben der Stammstrecke und ihrer späteren Verlängerung bis ins bayrische Kahl am Main übernahm die FHE die Betriebsführung bis Aschaffenburg und über die Städtische Verbindungsbahn Frankfurt am Main.
Die FHE wurde 1872 von der Hessischen Ludwigsbahn übernommen.

## Geschichte

### Gründung

Kurhessische Konzessionsurkunde (erste und letzte Seite)

Die Frankfurt-Hanauer Eisenbahn-Gesellschaft wurde auf Initiative des späteren Konsuls Moritz von Bethmann und unter dem maßgeblichen finanziellen Engagement der Bankhäuser Gebrüder Bethmann (Frankfurt) und Bernus du Fay (Hanau) gegründet. Am 12. April 1843 erhielt die Gesellschaft eine vorläufige Baugenehmigung von Kurhessen, die 1844 in eine staatliche Konzession umgewandelt wurde. Die Konzession war wichtig, um erforderliche Grundstücke gegebenenfalls auch enteignen zu können. Die ursprünglich 16,4 Kilometer lange Strecke liegt auf dem rechten Mainufer und wurde durch Paul Camille von Denis konzipiert. Die Bauausführung lag weitgehend bei dem Ingenieur Johann Peter Wilhelm Zobel (der alte Hanauer Bahnhof in Frankfurt lag an der heute nach ihm benannten Zobelstraße). Der Bau der Bahn begann im Oktober 1845 in der Gemarkung von Dörnigheim (heute: Maintal). Nennenswerte topographische Hindernisse gab es keine. Die beiden einzigen – lang gestreckten – Kurven sind durch den Fechenheimer Mainbogen und den Anschluss des Ausflugsziels Wilhelmsbad bedingt. Eine größere Brücke war nur über die Kinzig, kurz vor dem Hanauer Bahnhof, erforderlich. Widerstand gegen den Bau regte sich in Dörnigheim, dessen Gemarkung durch die Bahn geteilt wurde, das aber zunächst keinen Bahnhof erhielt. Anfangs wurde nur ein Gleis verlegt, die Trasse aber bereits für zwei Gleise hergerichtet. Die Bahnhöfe an der Strecke wurden mit einer Ausweichmöglichkeit für Zugkreuzungen ausgestattet.

### Betriebsaufnahme und Revolution

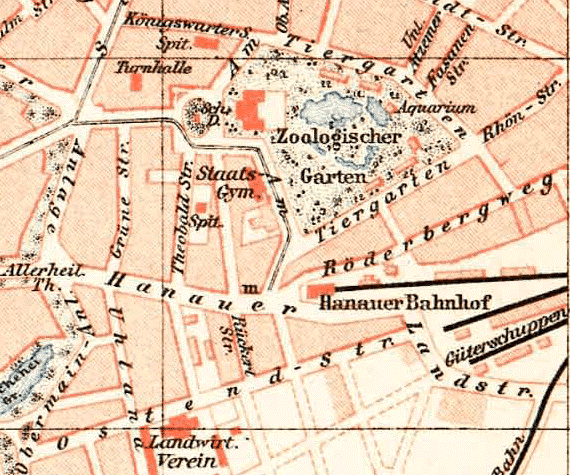
Hanauer Bahnhof im Frankfurter Ostend, 1893

Die Strecke wurde am 10. September 1848 dem öffentlichen Verkehr übergeben und bereits am ersten Tag von 15.000 Menschen benutzt, was zu chaotischen Szenen führte. Schon am Tag zuvor hatte die Eröffnungsfahrt für geladene Gäste stattgefunden, unter ihnen auch Abgeordnete der in Frankfurt tagenden Nationalversammlung und andere Prominente, unter anderem auch der Revolutionär August Schärttner. Der Hanauer Bahnhof war mit der schwarz-rot-goldenen Fahne geschmückt. Schon eine Woche nach der Eröffnung wurde die Bahn in die revolutionären Ereignisse einbezogen: Nach einer Abstimmung der Nationalversammlung über den Vertrag von Malmö kam es am 16. September 1848 zu einem Aufstandsversuch der radikaldemokratischen Kräfte in Frankfurt. Um die Anreise von Hanauer Demokraten per Bahn zu verhindern, demontierten preußische Truppen bei Mainkur Schienen.
Die Strecke führte vom Hanauer Bahnhof in Frankfurt bis zum heutigen Haltepunkt Hanau West. Sie bediente den Verkehr zwischen der aufstrebenden Industriestadt Hanau und dem für sie wichtigen Markt in Frankfurt. Auf dieser Route bestand seit dem 17. Jahrhundert ein regelmäßiger Verkehr mit einem Marktschiff auf dem Main, dessen Kurs nach Eröffnung der Bahn aufgegeben wurde.

### Anschluss ans Eisenbahnnetz
Am 22. Juli 1854 wurde die Strecke durch die FHE um 8,9 Kilometer bis zur bayerischen Grenze verlängert und der anschließende Abschnitt der Ludwigs-Westbahn bis Aschaffenburg durch die FHE von den Königlich Bayerischen Staats-Eisenbahnen gepachtet. Im Vorfeld des Baus kam es in Kurhessen 1852 zu einer Regierungskrise, weil Kurfürst Friedrich Wilhelm von der den Ausbau der Bahn in Richtung Aschaffenburg finanzierenden Bank Bernus du Fay ein Schmiergeld in Höhe von 100.000 Talern erwartete, bevor er die entsprechende Konzession unterzeichnete. Der leitende Minister, Ludwig Hassenpflug, bot daraufhin seinen Rücktritt an, der Kurfürst verweigerte ihm aber die Demission.
Die FHE führte ab dem 31. Januar 1859 auch den Betrieb der zu diesem Zeitpunkt in Betrieb gehenden Städtischen Verbindungsbahn in Frankfurt am Main, der Verbindung zwischen dem Hanauer Bahnhof und den Frankfurter Westbahnhöfen. Die Stammstrecke der FHE wurde dadurch erstmals mit den übrigen Strecken in Frankfurt verbunden.

### Übernahme durch die Hessische Ludwigsbahn
Das Streckennetz der Hessischen Ludwigs-Eisenbahn-Gesellschaft (HLB) mit Sitz im Großherzogtum Hessen reichte zu Beginn der 1860er Jahre von Mainz nach Ludwigshafen, Aschaffenburg und Bingen, Anfang 1863 eröffnete sie die Mainbahn nach Frankfurt. Die HLB erkannte die Bedeutung der Strecken der FHE für den Ausbau der Eisenbahnverbindungen im Rhein-Main-Gebiet, insbesondere in Richtung der Provinz Oberhessen, einer Exklave des Großherzogtums, vom Rhein-Main-Gebiet in Richtung Bayern und durch das Kinzigtal in Richtung Bebra. Sie hatte sich daher schon ab 1862 um den Erwerb der FHE bemüht, die Fusion scheiterte jedoch am Einspruch des kurhessischen Staates. So übernahm die HLB zunächst nur die Betriebsführung der FHE für die Zeit vom 1. Januar 1863 bis zum 31. Dezember 1872. Nach der Annexion von Kurhessen im Deutschen Krieg 1866 konnte die FHE schließlich 1872 in der HLB aufgehen.
1873 wurde die „Bebra-Hanauer Bahn“ als Frankfurt-Bebraer Eisenbahn weitergebaut. Dabei kreuzte deren Trasse die der Erweiterungsstrecke der FHE nach Kahl. Südlich der Kreuzung, etwa einen Kilometer östlich des damaligen Randes der Bebauung der Stadt gelegen, wurde der Bahnhof Hanau Ost, heute Hanau Hauptbahnhof, errichtet. Diese Lage, abseits der Stadt war durch die Lage der Mainbrücke bei Steinheim vorgegeben.
Am 1. Februar 1897 wurden die Strecken der ehemaligen FHE zusammen mit der HLB durch die Preußische Staatseisenbahn übernommen und der Eisenbahndirektion Frankfurt unterstellt.

## Strecken
Der Frankfurt-Hanauer Eisenbahn-Gesellschaft oblag die Betriebsführung von drei Strecken, die teilweise von anderen Gesellschaften bzw. Geldgebern gebaut wurden.

### Frankfurt (Ost) – Hanau (West)
Die Bahnstrecke Frankfurt–Hanau war die namensgebende Stammstrecke der Gesellschaft. Die Konzession für den Bau der Strecke erhielt die Gesellschaft vom Kurfürstentum Hessen, über dessen Territorium die Strecke außerhalb des Stadtgebietes der Freien Stadt Frankfurt verlief.
Der Bau der Strecke begann 1845, die Eröffnung folgte drei Jahre später. Diese Strecke war ursprünglich ein Inselbetrieb zwischen den beiden Endbahnhöfen, dem Hanauer Bahnhof in Frankfurt (mit dem Betriebswerk, 1913 ersetzt durch den Ostbahnhof) und dem Bahnhof Hanau (heute Haltepunkt Hanau West).

#### Hanauer Bahnhof
Der Hanauer Bahnhof in Frankfurt war dreigleisig mit je einem außen liegenden Bahnsteig für ankommende und abgehende Züge und einem mittig gelegenen Gleis, um Lokomotiven an das andere Ende des Zuges rangieren zu können. Im Hanauer Bahnhof befanden sich auch die Abstellanlagen für die Fahrzeuge und das Bahnbetriebswerk der FHE.
Der ursprüngliche Hanauer Bahnhof wurde 1913 durch den heutigen Ostbahnhof (Streckenkilometer 2,4) ersetzt. Gegenüber der Position des ursprünglichen Bahnhofs lag der neue Bahnhof weiter südöstlich, um die Auffahrtskurve auf die Deutschherrnbrücke zu ermöglichen. Im Ostbahnhof schließen die Städtische Verbindungsbahn und die Städtische Hafenbahn an.

#### Bahnhof Mainkur
Der Name leitet sich von einer ehemals dort befindlichen Ausflugswirtschaft ab. Der Name für den Bahnhof wurde gewählt, weil sich die benachbarten Dörfer Fechenheim und Enkheim nicht auf einen Bahnhofsnamen verständigen konnten. Bis zum Ende des Deutschen Krieges und der Annexion sowohl der Freien Stadt Frankfurt als auch des Kurfürstentums Hessen durch Preußen 1866 war der Bahnhof Mainkur (heute: Frankfurt-Mainkur) kurhessischer Grenzbahnhof an der Staatsgrenze zwischen beiden Staaten mit Zollabfertigung.
Funktional handelt es sich heute um den Bahnhof des Frankfurter Stadtteils Fechenheim. Die Hochbauten stammen aus den Jahren 1913–1918. Der Bahnhof ist am Rand von Fechenheim gelegen. Deshalb ist beabsichtigt ihn beim Bau der Nordmainischen S-Bahn durch einen Haltepunkt „Fechenheim“ zu ersetzen, der circa einen Kilometer weiter westlich liegen würde.

#### Bischofsheim-Rumpenheim/Maintal West

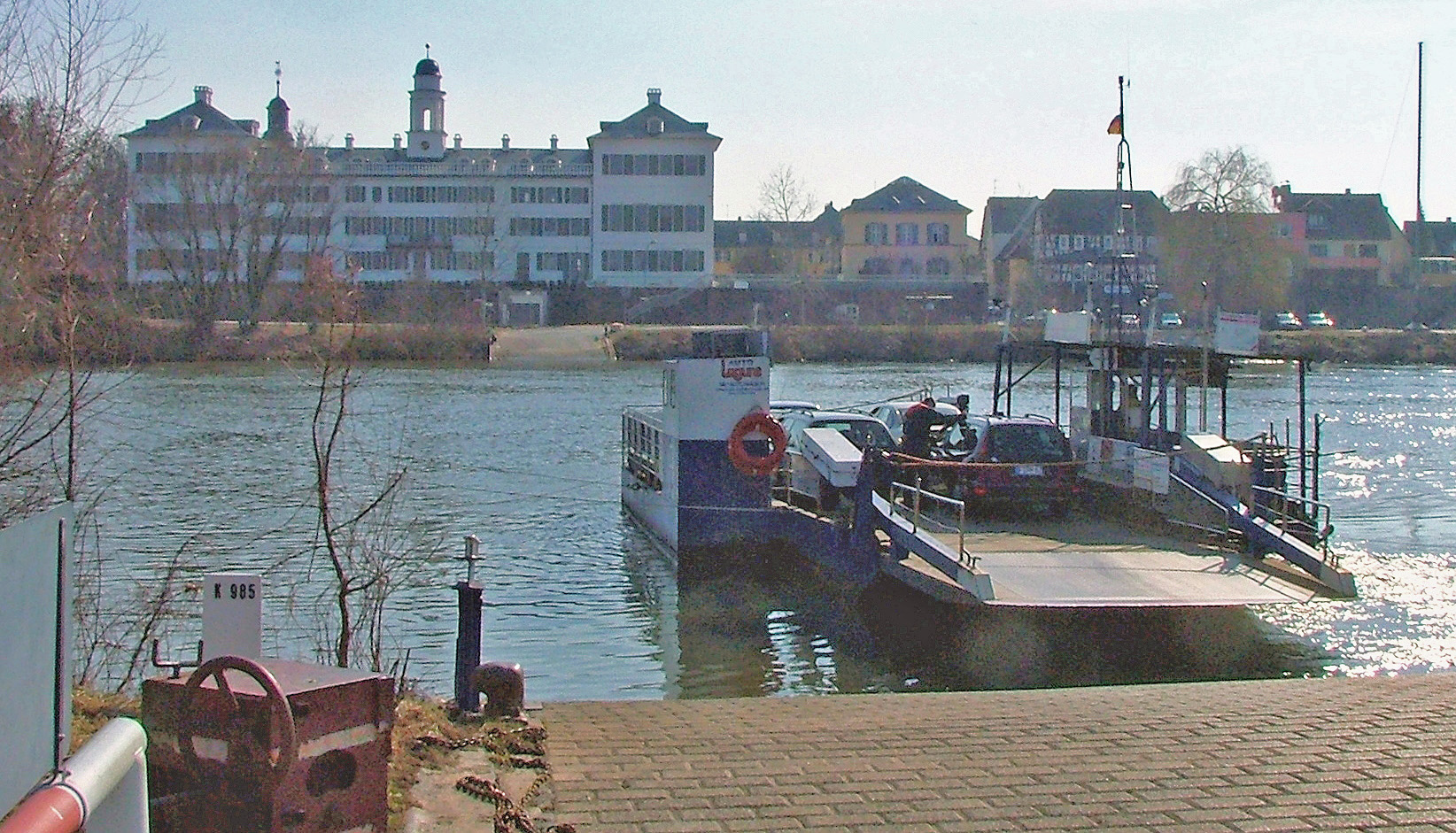
Rumpenheimer Mainfähre, im Hintergrund das Rumpenheimer Schloss

Der Haltepunkt Rumpenheim wurde erst nachträglich eingerichtet und gehörte nicht zum ursprünglichen Bestand aus der Eröffnungszeit der Strecke. Er wurde später in Bischofsheim-Rumpenheim umbenannt. Bemerkenswert ist, dass der namensgebende Ort Rumpenheim – im Gegensatz zu seinem Bahnhof – südlich des Mains liegt und der Bahnhof nur über eine Fähre und eine längere Wegstrecke erreichbar ist. Rumpenheim ist heute nach Offenbach am Main eingemeindet. Grund dafür, den Bahnhof gleichwohl nach Rumpenheim zu benennen, war, dass Rumpenheim zum kurhessischen Staatsgebiet gehörte und sich dort ein Schloss befand, in dem die Landgrafen von Hessen-Rumpenheim, damals eine Nebenlinie des in Kurhessen regierenden Hauses, bis weit ins 20. Jahrhundert hinein residierte. Heute: Maintal West.

#### Hochstadt-Dörnigheim/Maintal Ost
Der Bahnhof Hochstadt-Dörnigheim wurde erst nachträglich, aber vor 1858, eingerichtet und gehörte nicht zum ursprünglichen Bestand aus der Eröffnungszeit der Strecke. Er hieß 1858 „Hochstadt“, mindestens seit 1897 „Hochstadt-Dörnigheim“. Heute: Maintal Ost.

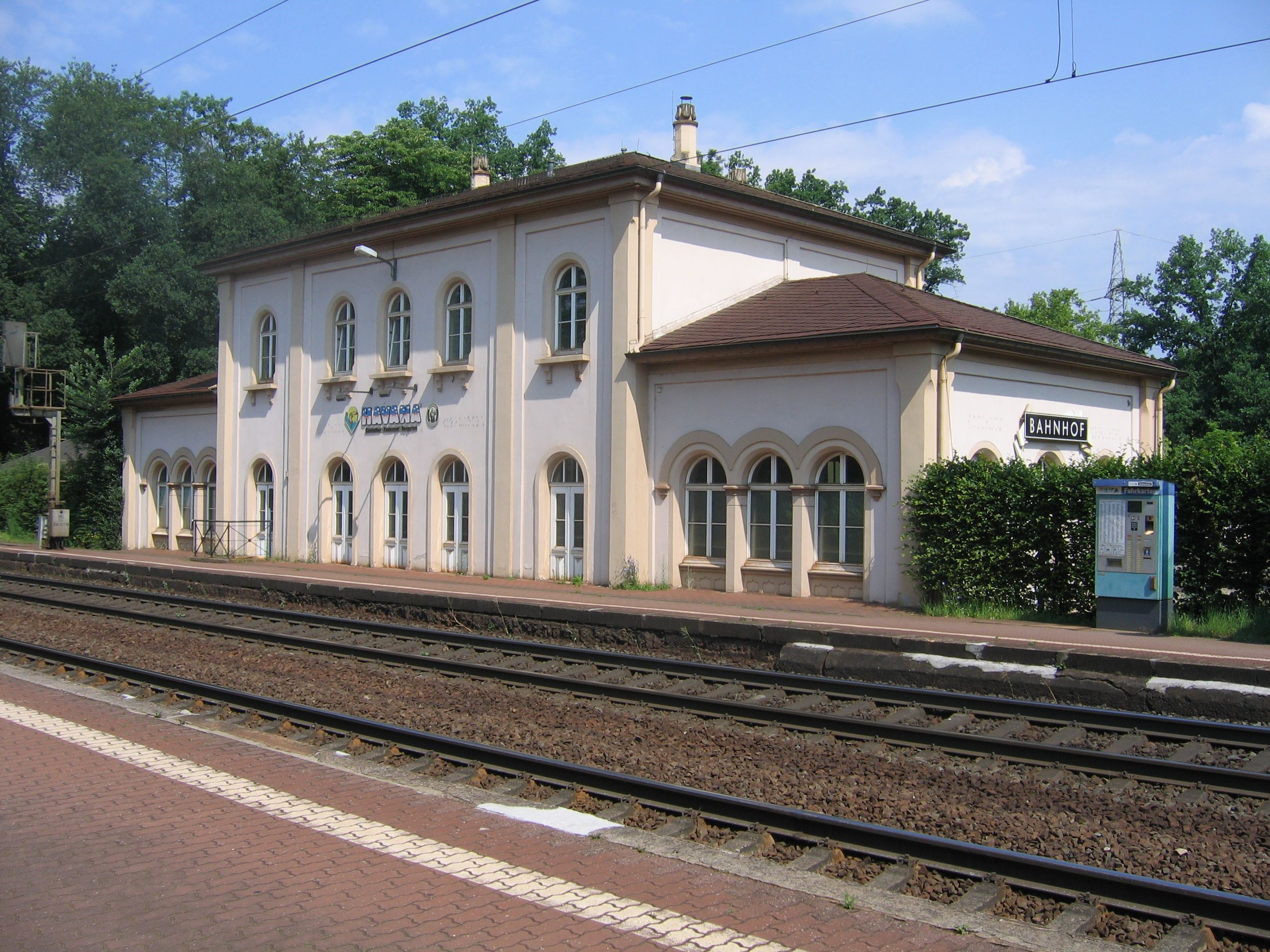
Bahnhof Hanau-Wilhelmsbad, Bahnsteigseite

#### Bahnhof Wilhelmsbad
Das Empfangsgebäude des Haltepunktes Hanau Wilhelmsbad ist eines der ältesten erhalten gebliebenen in Hessen und gehört zum ursprünglichen Bestand der Strecke aus dem Jahr 1848. Architekt war Julius Eugen Ruhl. Es wird jetzt gastronomisch genutzt und kann heute zu dem baulichen Ensemble der benachbarten ehemaligen Kuranlage Wilhelmsbad aus dem späten 18. Jahrhundert gerechnet werden. (Heute: Hanau-Wilhelmsbad)

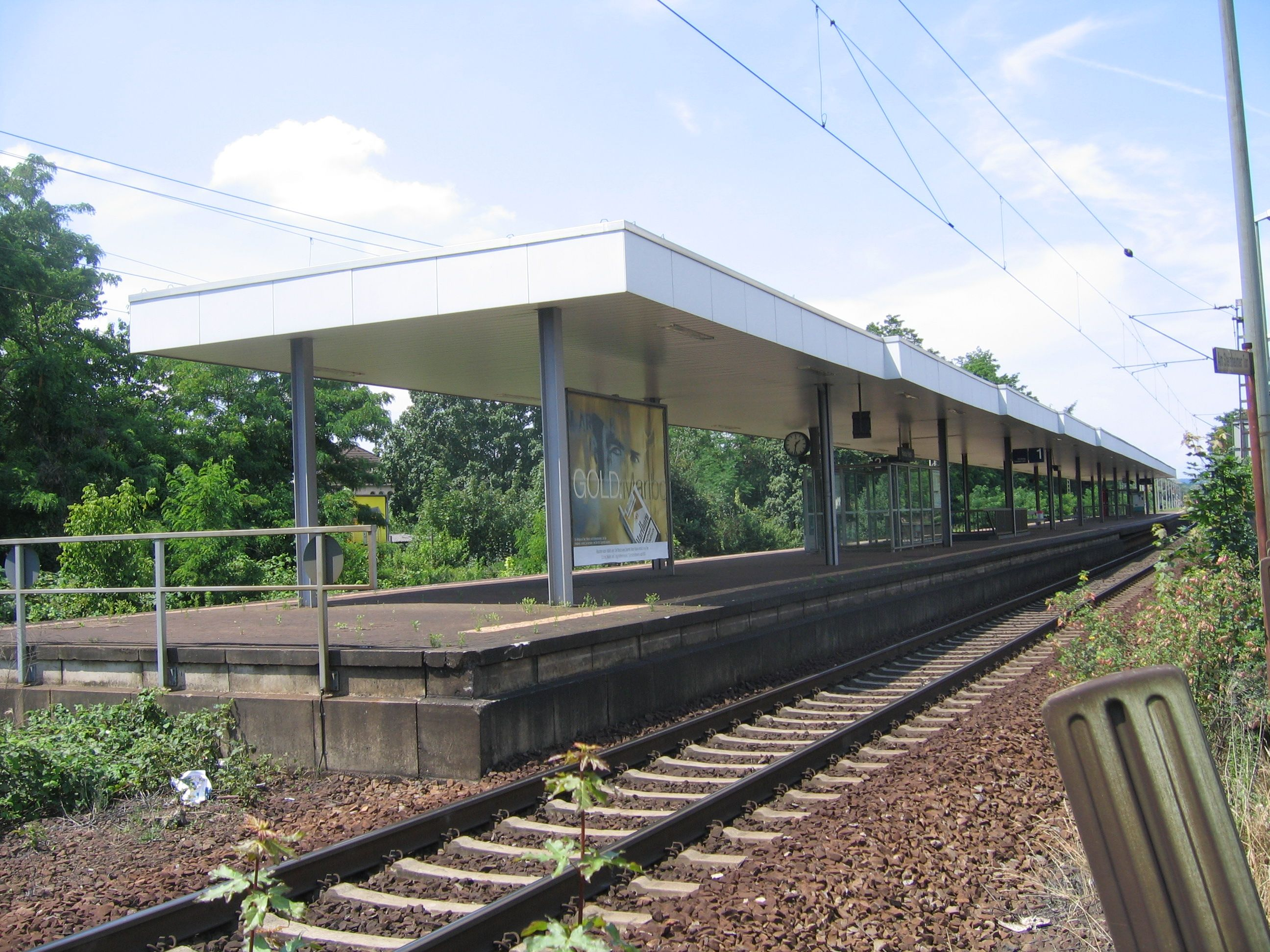
Bahnhof Hanau West

#### Hanau/Hanau West
Die Bahnanlagen des ersten Bahnhofs von Hanau lagen im westlichen Bereich des heutigen Haltepunktes Hanau West, nordwestlich der Philippsruher Allee, das Empfangsgebäude östlich der Gleise, ausgerichtet zur Hanauer Innenstadt. Mit Bau der Straßenunterführung in den 1960er-Jahren wurde der heutige, die Straße überbrückende Haltepunkt geschaffen. Im Zuge dieser Arbeiten wurde auch das ursprüngliche – im Kern noch aus der Erbauungszeit und ebenfalls von Julius Eugen Ruhl stammende – Empfangsgebäude abgerissen.

### Hanau (West) – Aschaffenburg
Ab 1850 wurde die Stammstrecke über Kurhessisches Territorium nördlich des Mains bis zur Bayrischen Landesgrenze im Kahl am Main weitergebaut. Dort erhielt die Strecke 1854 Anschluss an die Ludwigs-Westbahn der Bayrischen Staatseisenbahnen.
Die Bayrischen Staatseisenbahnen übertrugen die Betriebsführung über ihren Streckenteil zwischen Kahl und Aschaffenburg der Frankfurt-Hanauer Eisenbahn-Gesellschaft, die damit den Eisenbahnverkehr auf der gesamten Strecke zwischen Frankfurt und Aschaffenburg durchführte.

### Städtische Verbindungsbahn Frankfurt
Nach Westen hin hatte Frankfurt durch die Taunus-Eisenbahn, die Main-Neckar-Eisenbahn und die Main-Weser-Bahn überregionalen Anschluss an das Eisenbahnnetz, deren Bahnhöfe untereinander durch Gleise verbunden (siehe ), eine Durchbindung nach Osten hin war allerdings nicht vorgesehen. 1856 begann die Hessische Ludwigsbahn den Bau der Rhein-Main-Bahn, die über das Territorium des Großherzogtums Hessen eine durchgehende Verbindung von Mainz über Darmstadt nach Aschaffenburg schaffen sollte.
Die Freie Stadt Frankfurt befürchtete, mit Fertigstellung dieser Strecke ihre zentrale Bedeutung für den Eisenbahnverkehr zu verlieren und entschied sich, auf dem eigenen Stadtgebiet eine Verbindungsbahn zwischen der Strecke über Hanau nach Aschaffenburg und den Frankfurter Westbahnhöfen zu errichten. Die Verbindungsbahn, die gleichzeitig auch den Frankfurter Hafen erschloss, wurde 1859 eröffnet und deren Betriebsführung wiederum an die Frankfurt-Hanauer Eisenbahn-Gesellschaft übertragen.

## Planungen
Die Stammstrecke der Frankfurt-Hanauer Eisenbahn entspricht der für die Nordmainische S-Bahn vorgesehenen Trasse. Einige Überführungen, die in den letzten Jahren neu gebaut wurden und alle geplanten Hochbauten wurden und werden deshalb für vier Gleise ausgelegt.

## Fahrzeuge
Bei der Übernahme durch die Hessische Ludwigsbahn 1873 waren 23 Lokomotiven und 261 Wagen vorhanden. Hiervon waren
bei den Lokomotiven:
- 10 Personenzuglokomotiven ungekuppelt, Bauart Stephenson (Achsfolge 1A1)
- 10 Lokomotiven für Personen- und Güterzüge (Achsfolge 1B und B1)
- 3 Tenderlokomotiven

bei den Personenwagen:
- 2 Galawagen
- 1 Personenwagen I. Klasse
- 16 Personenwagen I. und II. Klasse
- 9 Personenwagen II. Klasse
- 6 Personenwagen II. und III. Klasse
- 34 Personenwagen III. Klasse
- 5 Gepäckwagen mit Dienst- und Postabteil
- 7 Reisegepäckwagen

bei den Güterwagen:
- 119 Gedeckte Güterwagen
- 62 offene und andere Güterwagen

Die 10 Personenzuglokomotiven Bauart Stephenson stammten noch aus der Betriebsaufnahme 1848 und erhielten die Nummern 121–126 und 130–133. Sie wurden bereits nach kurzer Zeit abgestellt und bis 1885 verkauft oder verschrottet. Lediglich zwei Maschinen waren bis 1896 noch vorhanden, eine davon aber bereits seit 1891 abgestellt. Die restlichen Maschinen erhielten die Nummern 127–129 und 134–143 und waren bis zur Übernahme der HLB durch die Königlich Preußische und Großherzoglich Hessische Eisenbahngemeinschaft (KPuGH) im Einsatz.
Die Personenwagen hatten anfangs eine olivgrüne Grundfarbe, die Metallteile waren in blau-schwarz gestrichen, Fensterrahmen und Schwellen in braun gehalten. In der dritten Klasse trugen sie gelbe, in der ersten und zweiten Klasse goldene Zierstreifen. Die Wandfüllungen unterhalb der Fenster waren auch in diesen Farben gehalten. Nach der Übernahme der Betriebsführung durch die HLB 1863 wechselte die olivgrüne zu einer hellgrünen Grundfarbe, analog zur Farbgebung der HLB.
Die Gepäckwagen und Güterwagen waren in denselben grünen Farben gehalten.
Als Eigentumsmerkmale an den Seiten trugen alle Wagen die Aufschrift „F.H.E.“, ab 1863 „F.H.Bahn.“.
50 noch im Jahr 1872 bestellte Güterwagen wurden bei ihrer Ablieferung 1873 direkt bei der Hessischen Ludwigsbahn eingereiht und entsprechend beschriftet.